# Trouble de stress post-traumatique après un viol

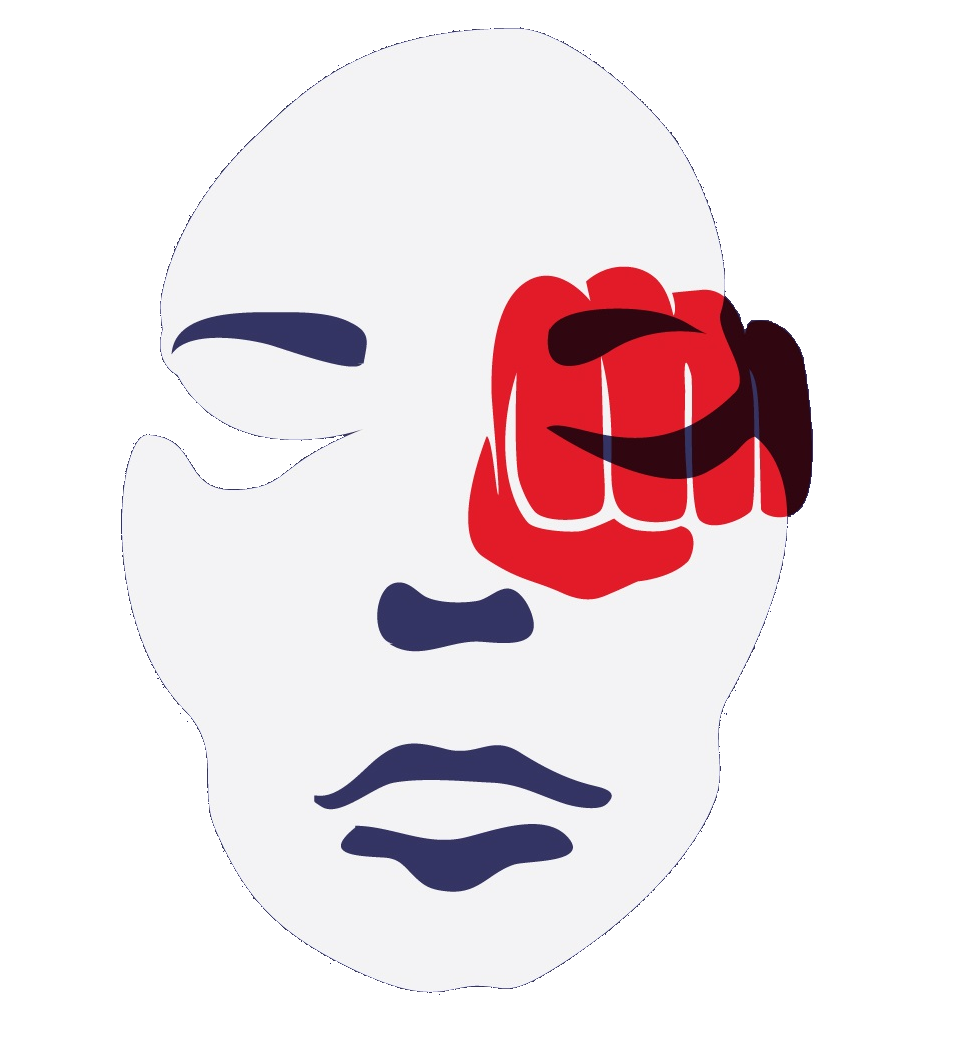
Affiche russe invitant à ouvrir les yeux sur les femmes victimes d'abus

Le trouble de stress post-traumatique après un viol, en anglais : rape trauma syndrome, est un type de trouble de stress post-traumatique causé par un viol consistant en dysfonctionnements physiques, émotionnels, cognitifs, comportementaux et de la personnalité. Le trouble a été défini pour la première fois par la psychiatre Ann Burgess et la sociologue Lynda Lytle Holmstrom en 1974.
Le trouble définit un canevas commun de symptômes psychologiques et physiques communs à la plupart des victimes de viol durant, immédiatement après et pendant des mois et des années après le viol.
La plupart des recherches se sont focalisées sur des victimes de sexe féminin mais des victimes masculines ont également révélé des symptômes semblables, qu'ils aient été sexuellement abusés par des hommes ou des femmes,. La définition de ce trouble a également permis de dessiner les contours du trouble de stress post-traumatique complexe, qui décrit plus précisément les conséquences d'un traumatisme que ne le fait le trouble de stress post-traumatique.

## Phase aiguë
La phase aiguë se produit durant les jours ou semaines après le viol, la durée varie et peut se chevaucher avec la phase d'ajustement.
Selon Scarse, il n'y a pas de réponse typique parmi les victimes de viol. Par contre, le centre américain U.S. Rape Abuse and Incest National Network (RAINN) affirme que, dans la plupart des cas, la phase aiguë chez une victime peut être classée en réactions : expressive (« Il ou elle peut apparaître agitée ou hystérique et peut souffrir de crises de larmes ou d'attaques d'anxiété ») ; contrôlée (« la victime parait ne pas ressentir d'émotions et se comporte comme si rien n'était arrivé et comme si tout allait bien ») ; ou choquée/déni (« la victime se comporte de manière désorientée. Elle peut avoir des difficultés à se concentrer, à prendre des décisions, à accomplir des tâches quotidiennes. Elle peut également n'avoir qu'un souvenir diffus de l'agression. »). Les victimes n'expriment pas forcément leurs émotions. Certaines peuvent rester calmes et sans affectation particulière après l'agression.
Parmi les comportements présents dans la phase aiguë :
- vigilance diminuée ;
- vacuité ;
- pensée désordonnée ;
- vomissements[9] ;
- nausée ;
- anxiété paralysante ;
- terreur persistante ;
- obsession de se laver ;
- hystérie, confusion, larmes ;
- sensibilité accrue aux réactions d'autres personnes ;
- ou à l'inverse, indifférence au monde extérieur ;
- le sentiment de ne plus rien avoir à perdre, désespoir.

## La phase d'ajustement vers l'extérieur
Les victimes ayant atteint ce stade semblent avoir retrouvé leurs habitudes de vie normale. Par contre, elles souffrent d'un profond traumatisme intérieur, qui peut se manifester de manière variée. En 1976, Burgess et Holmstrom notent que tous, sauf un, de leurs 92 sujets présentaient des symptômes de mauvaise adaptation. Cette phase peut durer de quelques mois à quelques années après le viol.
RAINN identifie cinq stratégies majeures qui se manifestent chez la victime durant cette phase :
- Minimisation (prétend que tout va bien)
- Dramatisation (ne peut pas s'arrêter de parler de l'agression)
- Déni (refuse de parler du viol)
- Explication (analyse ce qui s'est passé)
- Fuite (déménage dans une nouvelle maison ou ville, change son apparence).

D'autres mécanismes d'adaptation peuvent apparaître durant la phase d'ajustement, par exemple :
- Mauvaise santé en général[11]
- Anxiété généralisée
- Sentiment d'abandon
- Peur persistante ou dépression, à des taux bien plus élevés que la population[12]
- Sautes d'humeur, de joie relative à la dépression ou l'agressivité
- Agressivité extrême et hostilité (se rencontre plus chez les victimes masculines[13])
- Troubles du sommeil : insomnie, rêves éveillés, terreurs nocturnes[14] réveils en sursaut, cauchemars récurrents
- Flashback (irruption de souvenirs traumatiques)
- Dissociation (sentiment de ne plus être rattaché à son corps)
- Délaissement de son apparence physique (déni du corps)
- Dépersonnalisation
- Déréalisation
- Attaques de panique
- Confiance dans des mécanismes d'ajustement, dont certains peuvent être bénéfiques (philosophie, support familial) et d'autres qui peuvent être contre-productifs (automutilation, abus de médicaments ou d'alcool[15],[16])

## Manière de vivre
Les victimes dans cette phase peuvent avoir leur manière de vivre affectée dans quelques-uns des cas suivants :
- leur conscience de la sécurité personnelle est affectée ;
- ils hésitent à s'engager dans de nouvelles relations ;
- ils s'interrogent sur leur identité, voire leur orientation sexuelle (cas que l'on rencontre plus fréquemment chez des hommes violés par d'autres hommes[17],[18]) ;
- les relations sexuelles deviennent problématiques[19]. De nombreuses victimes ont témoigné qu'elles étaient incapables de rétablir des relations sexuelles normales et fuyaient l'interaction sexuelle durant un laps de temps après l'agression. Certains témoignages faisaient état de réponse sexuelle inhibée et de rétroaction (flashbacks) du viol durant l'acte.

## Réponses physiologiques
Qu'elles aient été blessées ou pas durant leur agression, les victimes de viol montrent des taux plus élevés de mauvaise santé dans les mois et années après une agression, incluant le trouble somatoforme (symptômes physiques sans cause identifiable). Des réactions physiologiques comme les maux de tête, vertiges, la fatigue, des sentiments généraux de douleur ou plus localisée dans la poitrine, la gorge, les bras ou les jambes. Des symptômes spécifiques peuvent apparaître dans les zones du corps agressées. Les victimes d'un viol oral peuvent ressentir une variété de troubles liés à la gorge et la bouche tandis que celles victimes d'un viol anal ou vaginal peuvent avoir des réactions en relation avec ces zones.

## La phase de normalisation
Dans cette phase, la victime commence à reconnaître leur phase d'ajustement. Il est particulièrement important de reconnaître l'impact du viol pour les victimes qui étaient dans une phase de déni et reconnaître tout type de dommage secondaire auto-infligé comme étant une tactique contreproductive (par exemple reconnaître un abus de médicament comme étant peu adapté pour se positionner face aux conséquences du viol).
Un comportement typique d'une victime masculine est d'attendre un long intervalle de temps entre l'agression sexuelle et la recherche d'une aide psychothérapeutique. Selon Lacey et Roberts, moins de la moitié des hommes victimes d'agression sexuelle recherchaient une thérapie dans les 6 mois et l'intervalle moyen entre l'agression et la recherche de thérapie était de 2,5 ans. Selon King et Woollett's, une étude sur 100 hommes victimes de viol a mis en relief que l'intervalle entre l'agression et la thérapie s'élevait à 16,4 ans.
Durant la phase de normalisation, la victime intègre l'agression dans sa vie de façon qu'elle n'en constitue plus le point focal. Durant cette phase, des sentiments négatifs comme la culpabilité et la honte se résorbent et la victime ne se blâme plus pour l'agression.